# Nannestad
Nannestad è un comune norvegese della contea di Akershus.